# Дёрен канадский
Кизил канадский, или Дёрен канадский (лат. Cornus canadensis) — вид растений рода Кизил семейства Кизиловые (Cornaceae).
Синонимы
- Arctocrania canadensis (L.) Nakai
- Chamaepericlymenum canadense (L.) Asch. & Graebn. — Дёрен канадский
- Cornella canadensis (L.) Rydb.
- Cornus cyananthus Raf.
- Cornus fauriei H.Lév.
- Cornus suffruticosa Raf.
- Cynoxylon canadense (L.) J.H.Schaffn.
- Eukrania canadensis (L.) Merr.
- Eukrania cyananthus (Raf.) Merr.

## Ботаническое описание

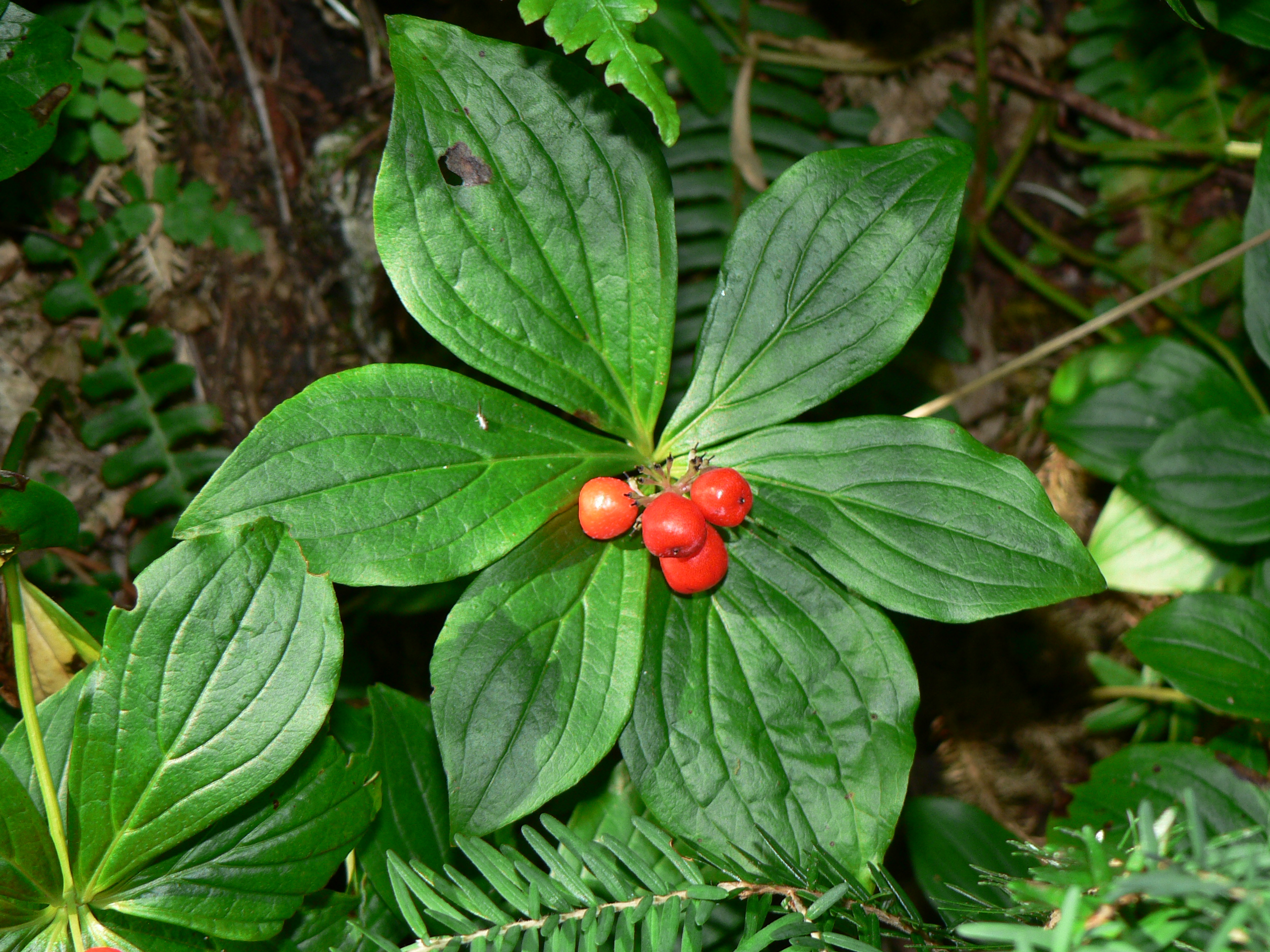
Съедобные плоды

Стелющийся кустарник высотой не более 20 см.
Листья мутовчатые, зелёные, собраны в венчики по 4—6, из середины которых появляются мелкие зелёные цветки с крупными белыми прицветниками. Цветок открывает лепестки и выстреливает пыльцой менее чем за половину миллисекунды.
Плоды — ярко-красные ягоды, держатся до поздней осени.

## Распространение и экология
В России распространен в Приморском и Хабаровском краях (по побережью Татарского пролива и Охотского моря), на Сахалине и Курилах (от Шикотана до Парамушира). Общий ареал Япония, Китай и в Северная Америка (США, Канада).
Растет в елово-пихтовых, реже — в лиственничных и смешанных лесах. В горы поднимается до пояса гольцов.
Произрастает на слегка кислой и влажной почве с хорошим дренированием. Может расти в полутени. Разрастается медленно.

## Значение и применение
В садах используется как почвопокровное растение. Дёрен канадский употреблялся в пищу канадскими индейцами и эскимосами.